# Juliusz Rómmel
Juliusz Karol Wilhelm Józef Rómmel (1881. június 3. – 1967. szeptember 8.) lengyel katona és a lengyel hadsereg tábornoka volt. A lengyel–szovjet háború alatt a komarówi csatában kivívott döntő győzelemmel szerzett magának hírnevet, amely a 20. század legnagyobb lovassági ütközete volt. 1939-ben, a lengyelországi hadjárat során két hadseregnek is a parancsnoka volt, és őt bízták meg Varsó védelmével is. Az itt betöltött szerepe miatt megítélése a mai napig vitatott. A fegyverletétel után a háború hátralévő részét német hadifogságban töltötte, majd a konfliktus vége után hazatért, és 1947-es leszerelése után könyveket írt. Erwin Rommel német parancsnok távoli rokona volt.

## Élete

### Fiatalkora
1903-ban fejezte be tanulmányait a szentpétervári Konsztantyin Tüzérségi Iskolában, majd ezt követően a cári haderőben szolgált és ezredesi rendfokozatot ért el. Az első világháború idején az 1. tüzérdandár parancsnokaként tevékenykedett. 1917-ben átvezényelték a II. lengyel hadtesthez, amelynek egyik szervezője lett. Az orosz polgárháború idején azt a lengyel könnyűdandárt vezette, amely Lucjan Żeligowski 4. lövészhadosztályának a része volt. Az Osztrák–Magyar Monarchia internálta őt, s ezt követően 1918-ban csatlakozott a lengyel haderőhöz.

### Lengyel–szovjet háború
1918–1919-ben a 8. tüzérezred, majd 1919 és 1920 között az 1. tüzérdandár parancsnoka volt. 1920-ban, a lengyel–szovjet háború kitörése előtt az 1. hadosztály parancsnokának nevezték ki, majd a harcok kezdete után az 1. lovashadosztály élére került. Ebben a pozícióban sikerült a komarówi csatában legyőznie a Vörös Hadsereg Bugyonnij által vezetett 1. lovashadseregét, amely 4000 embert veszített. Ez a győzelme megalapozta későbbi hírnevét és népszerűségét Lengyelországban.

### A két világháború között
A háború után, 1922-ben dandártábornokká léptették elő, és több pozícióban is szolgált. 1924 és 1926 között ismét korábbi háborús egységét irányította. 1926 és 1939 között hadseregfelügyelő volt előbb a łódźi majd a varsói hadseregnél. 1928-ban altábornaggyá (general dywizji) léptették elő.

### Második világháború alatt és után
1939 márciusában a łódźi hadsereg élére nevezték ki, amely a lengyel haderő északi és déli szárnyát alkotta a Németországgal közös határvonalon. A határhoz közel helyezte el egységeit, amely a második világháború kitörésekor végzetes hibának bizonyult. Természetes védelem hiányában Rómmel katonáit könnyedén bekerítették és elvágták a többi lengyel csapattól, nem sok esélyt adva az ellenállásra vagy a visszavonulásra. Tisztázatlan körülmények között Rómmel és vezérkara elszakadtak egységüktől és Varsó felé indultak, ahová szeptember 7-e éjszakáján érkeztek meg. Edward Rydz-Śmigły főparancsnok átadta neki a varsói hadsereg parancsnokságát. Rydz-Śmigły olyan parancsot adott neki, hogy „védje a várost, amíg a lőszer és az élelem kitart, azért hogy annyi ellenséges erőt kössön le, amennyit csak lehetséges.” A civil lakosságnak küldött proklamációkat is ő írta alá, akárcsak a város kapitulációját szeptember 28-án.
A háború hátralévő részét német hadifogolytáborokban töltötte, az utolsó évet Oflag VII-A Murnauban. Az amerikai 12. páncéloshadosztály szabadította fel a tábort 1945 áprilisában, azonban a II. lengyel hadtestben nem fogadták örömmel, így inkább a hazatérés mellett döntött. A kommunista propaganda gépezetnek kapóra jött a hazatérése, háborús hősként ünnepelték és megkapta a Virtuti Militari parancsnoki keresztjét.
1947-ben leszerelt a hadseregtől és élete hátralévő részét a könyvírásnak szentelte. Szerepe a szeptemberi hadjáratban és az azt követő időszakban mindmáig vitás kérdés.

### Angolul
- Lerski, Jerzy Jan (a.k.a George J.) (1996), Historical Dictionary of Poland, 966-1945 (1st ed.), Westport, US-CT: Greenwood Press, p. 515, ISBN 0-31326-007-9, <https://books.google.hr/books?id=FPxhOu_n1VYC>
- LoneSentry (2004), Speed is the Password: The Story of the 12th Armored Division, LoneSentry.com
- Seidner, Stanley S. (1978), Marshal Edward Śmigły-Rydz: Rydz and the Defense of Poland, New York

### Lengyelül
- Bartoszewski, Władysław (1984), 1859 dni Warszawy (2nd ed.), Warszawa: Znak, ISBN 8-37006-152-4
- Kryska-Karski, Tadeusz & Żurakowski, Stanisław (1991), Generałowie Polski niepodległej, Warszawa: Editions Spotkania, OCLC 24935744
- Rómmel, Juliusz (1958), Za honor i ojczyznę. Wspomnienia dowódcy armii "Łódź" i "Warszawa", Warszawa: Wydawnictwo Iskry
- Stańczyk, Henryk (2004), Warszawa we wrześniu 1939 roku, Warszawa: Rytm
- Wieczorkiewicz, Paweł Piotr (2001), Kampania 1939 roku, Warszawa: KAW, ISBN 8-38807-253-6
- Biography Archiválva 2007. május 27-i dátummal a Wayback Machine-ben
- Biography of Gen Rómmel

## Fordítás
- Ez a szócikk részben vagy egészben  a   Juliusz Rómmel című angol Wikipédia-szócikk ezen változatának fordításán alapul.  Az eredeti cikk szerkesztőit annak laptörténete sorolja fel. Ez a jelzés csupán a megfogalmazás eredetét és a szerzői jogokat jelzi, nem szolgál a cikkben szereplő információk forrásmegjelöléseként.